# El capitaloceno
El capitaloceno es un concepto que fue propuesto por Jason W. Moore (de la Universidad de Binghampton, Nueva York). Surge como una crítica contrapuesta al concepto de antropoceno propuesto por Paul J. Crutzen. El concepto del capitaloceno desarrollado por Moore hace referencia a una transformación del paisaje y del medio ambiente a una escala sin precedentes en la historia geológica y humana.

## Propuesta del capitaloceno como concepto
En su crítica al antropoceno, Moore propone, en primer lugar, que es un error clasificar a la crisis ambiental contemporánea en términos antropogénicos. Es decir, es un equívoco hacer uso del término anthropos al referirse a esta crisis medioambiental. Debido a que su uso indicaría que la crisis es responsabilidad de toda la humanidad, sin distinciones de ningún tipo. Y, si se incurre en el error, es porque esta crisis ecológica no fue generada por la humanidad toda, sino por grupos específicos poseedores del poder y la riqueza.

## Naturalezas baratas
Estas naturalezas baratas son los recursos naturales formados por el trabajo de la naturaleza misma. Los cuales son apropiados por el capitalismo sin dar una retribución por esta labor natural. Además de no dar un pago digno al trabajo humano involucrado de por medio. De este modo es como el capitalismo obtiene su tan deseada acumulación. No obstante, una vez que se agotan las naturalezas baratas de un determinado espacio geográfico- aunado a su respectiva degradación ambiental- los capitalistas se expandirán hacia otros espacios geográficos en busca de nuevas naturalezas baratas explotables.

## Crítica al dualismo cartesiano
El concepto de capitaloceno es también una crítica al dualismo cartesiano. Es, pues, un cuestionamiento al dominio y a la persistencia de las relaciones de poder fundamentadas en la asimetría entre quienes se reconocen como sujetos y, con superioridad, se posicionan frente a lo que distinguen como objetos. Y, al final, es gracias a esta construcción cultural y política del dualismo humanidad-naturaleza que se ha favorecido la obtención de naturalezas baratas por parte de los capitalistas para la creación de mercancías y posterior acumulación ilimitada.